# Мутник
Мутник је насељено мјесто у Босни и Херцеговини у Граду Цазину које административно припада Федерацији Босне и Херцеговине. Према попису становништва из 1991. у насељу је живјело 2.364 становника.

## Становништво
| Националност       | 1991.          | 1981.          | 1971.          |
| Муслимани          | 2.340 (98,98%) | 2.237 (99,06%) | 1.907 (99,58%) |
| Срби               | 3 (0,12%)      | 6 (0,26%)      | 1 (0,05%)      |
| Хрвати             | 3 (0,12%)      | 5 (0,22%)      | 0              |
| Југословени        | 0              | 4 (0,17%)      | 0              |
| остали и непознато | 18 (0,76%)     | 6 (0,26%)      | 7 (0,36%)      |
| Укупно             | 2.364          | 2.258          | 1.915          |